# Okypete (Tochter des Danaos)
Okypete (altgriechisch Ὠκυπέτη Ōkypétē) ist in der griechischen Mythologie eine Tochter des Danaos, des Königs von Libya, und der Pieria. Sie zählt daher zu den Danaiden.
Bei der Massenhochzeit der 50 Töchter des Danaos mit den 50 Söhnen des Aigyptos, bei der das Los über die Paarbildungen entschied, wurde ihr Lampos, der Sohn der Gorgo, als Gemahl zugewiesen. Wie der Großteil ihrer Schwestern auch tötete sie ihren Ehemann in der Hochzeitsnacht.